# Paramacroderoides echinus
Paramacroderoides echinus är en plattmaskart. Paramacroderoides echinus ingår i släktet Paramacroderoides och familjen Macroderoididae. Inga underarter finns listade i Catalogue of Life.